# Villiers-Adam
Pour les articles homonymes, voir Villiers.
Villiers-Adam est une commune française située dans le département du Val-d'Oise, en région Île-de-France.
Ses habitants sont appelés les Villieradamois(es).

## Géographie

### Description
La commune est située à l'ouest d'une dépression cultivée nommée vallée de Chauvry, entre les forêts de l'Isle-Adam au nord et de Montmorency au sud, à une vingtaine de kilomètres au nord-ouest de Paris.
La commune est rattachée à l'unité urbaine de L'Isle-Adam.

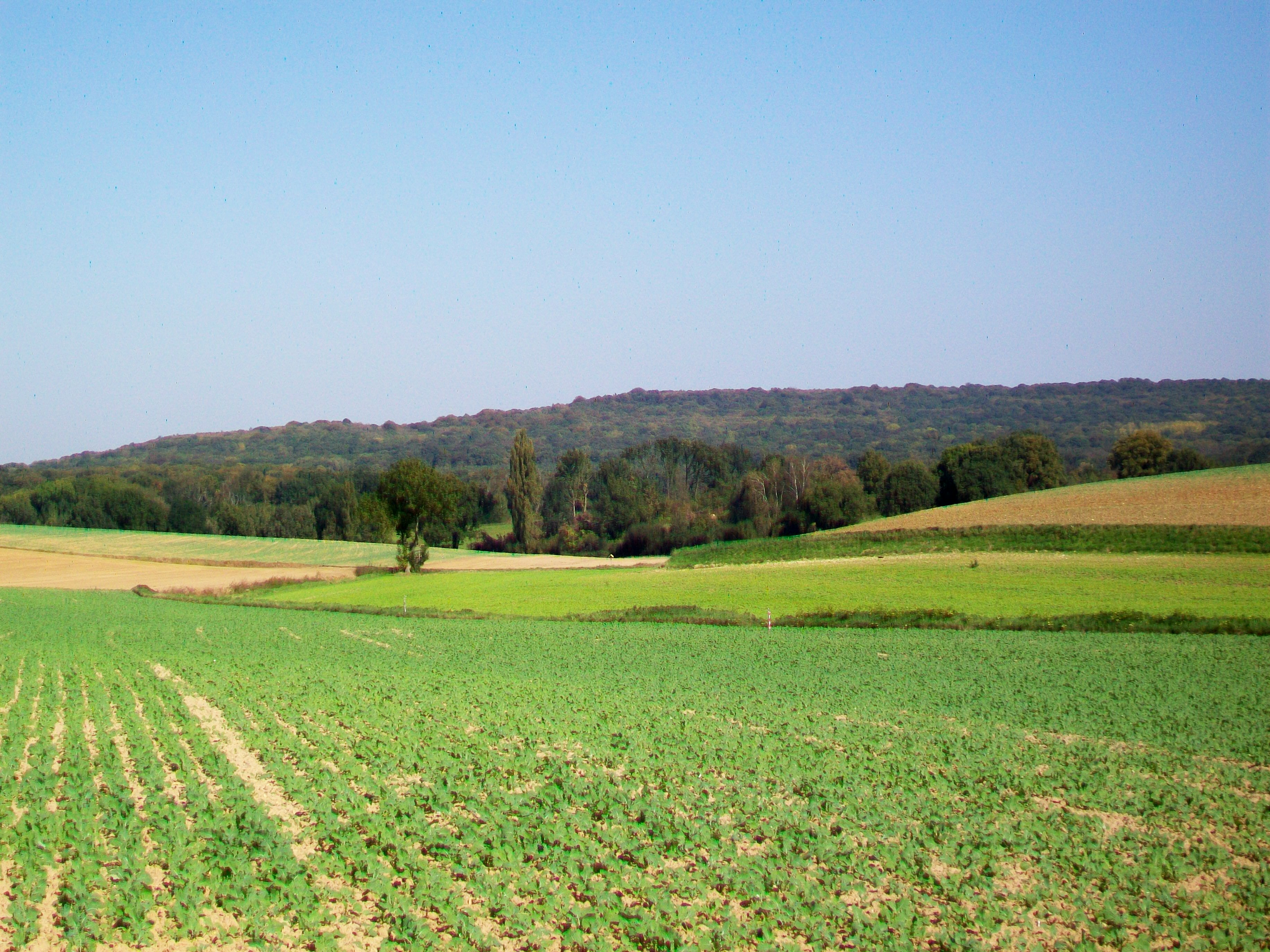
Vue sur la forêt de L'Isle-Adam.

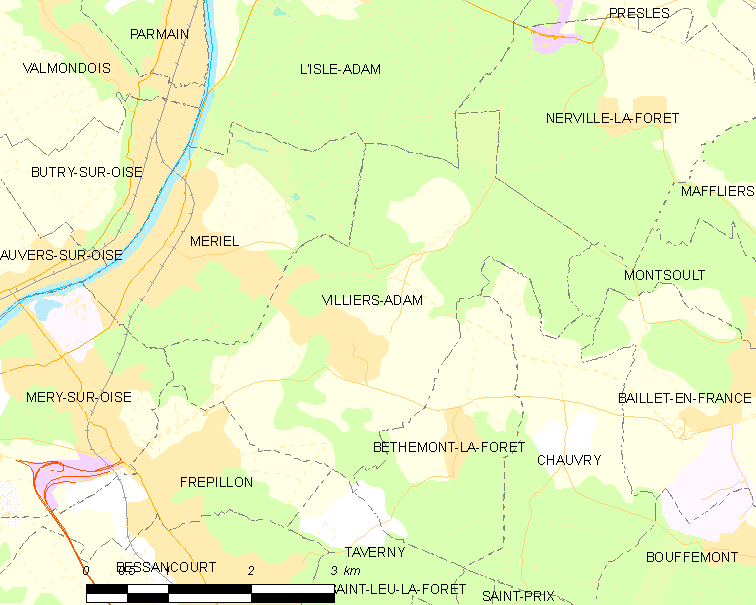
Carte de la commune.
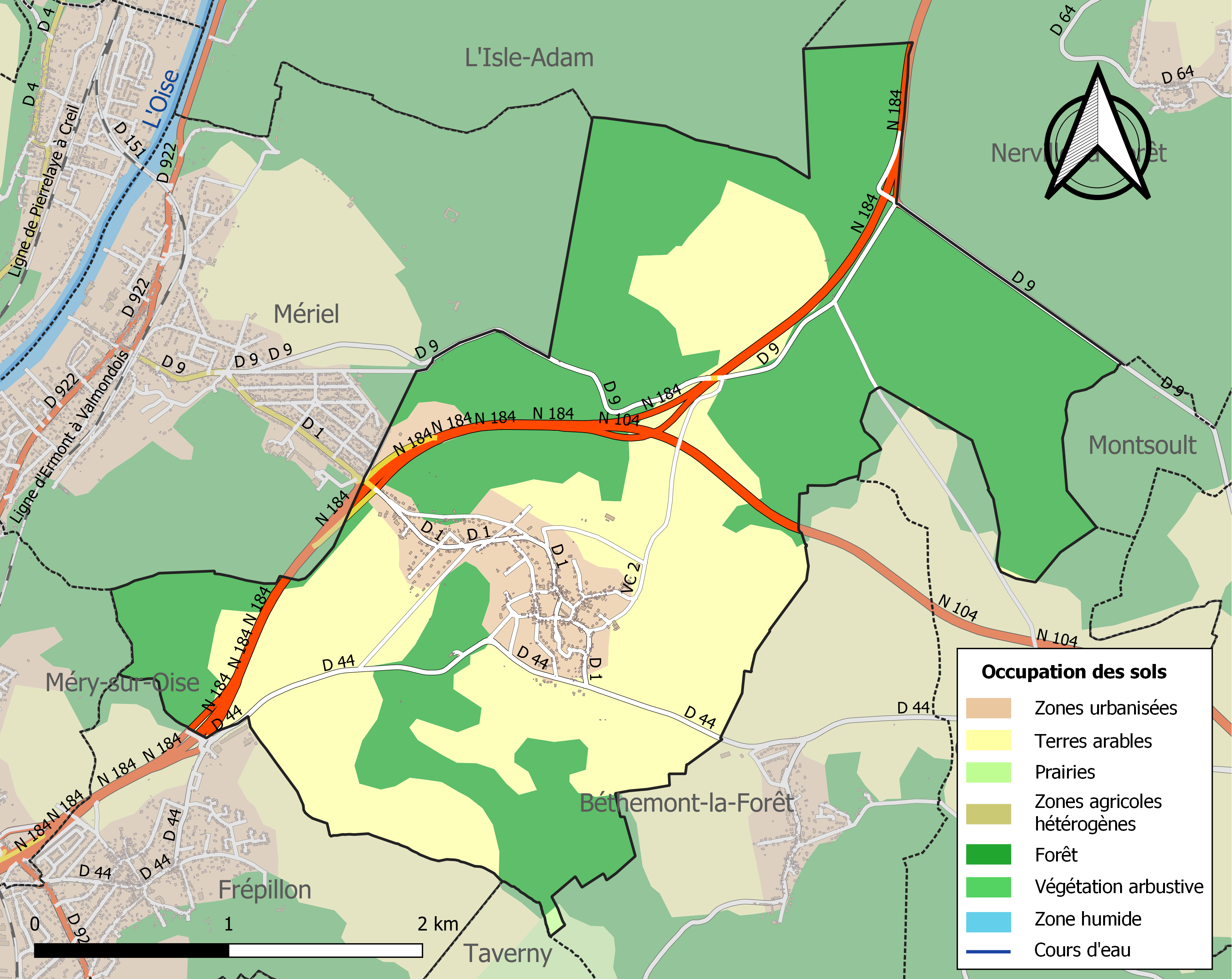
Occupation des sols.

### Communes lilmitrophes
Les communes limitrophes sont L'Isle-Adam, Nerville-la-Forêt, Montsoult, Chauvry, Béthemont-la-Forêt, Taverny, Frépillon, Méry-sur-Oise et Mériel.
| Mériel        | L'Isle-Adam   | Nerville-la-Forêt  |
| Méry-sur-Oise | Villiers-Adam | Béthemont-la-Forêt |
| Frépillon     | Taverny       |                    |

### Milieux naturels et biodiversité
Les chemins et sentiers de la commune et des massifs forestiers environnants se pretent a la pratique du trail-running et du VTT. La proximité du circuit de Baillet attire de nombreuses courses cyclistes.
Le sentier de grande randonnée GR1 passe dans les bois au nord de la commune, venant de L'Isle-Adam et poursuivant son tracé vers Nerville-la-Forêt.
Villiers-Adam a rejoint début 2021 le parc naturel régional Oise-Pays de France pour former la porte d’entrée sud-ouest du parc.

### Climat
Pour des articles plus généraux, voir Climat de l'Île-de-France et Climat du Val-d'Oise.
En 2010, le climat de la commune est de type climat océanique dégradé des plaines du Centre et du Nord, selon une étude du CNRS s'appuyant sur une série de données couvrant la période 1971-2000. En 2020, Météo-France publie une typologie des climats de la France métropolitaine dans laquelle la commune est dans une zone de transition entre le climat océanique et le climat océanique altéré et est dans la région climatique  Sud-ouest du bassin Parisien, caractérisée par une faible pluviométrie, notamment au printemps (120 à 150 mm) et un hiver froid (3,5 °C). 
Pour la période 1971-2000, la température annuelle moyenne est de 11,1 °C, avec une amplitude thermique annuelle de 14,9 °C. Le cumul annuel moyen de précipitations est de 690 mm, avec 9,8 jours de précipitations en janvier et 8,1 jours en juillet. Pour la période 1991-2020, la température moyenne annuelle observée sur la station météorologique la plus proche, située sur la commune de Pontoise à 10 km à vol d'oiseau, est de 12,5 °C et le cumul annuel moyen de précipitations est de 666,7 mm,. Pour l'avenir, les paramètres climatiques de la commune estimés pour 2050 selon différents scénarios d'émission de gaz à effet de serre sont consultables sur un site dédié publié par Météo-France en novembre 2022.

## Urbanisme

### Typologie
Au 1er janvier 2024, Villiers-Adam est catégorisée ceinture urbaine, selon la nouvelle grille communale de densité à sept niveaux définie par l'Insee en 2022.
Elle appartient à l'unité urbaine de Paris, une agglomération inter-départementale regroupant 407  communes, dont elle est une commune de la banlieue,,. Par ailleurs la commune fait partie de l'aire d'attraction de Paris, dont elle est une commune de la couronne,. Cette aire regroupe 1 929 communes,.

### Voies de communication et transports
La ville est desservie par les lignes de bus 1353 ; 3025 ; 95-09 et 95-19.

## Toponymie
Attestée sous les formes Villare-Adami, Villare Adæ.
Villiers : à l’origine, ce nom désignait une partie de la villa (grand domaine agricole de l’époque gallo-romaine). Il s’agissait des dépendances qui comprenaient généralement les habitations des ouvriers et les bâtiments agricoles. De nos jours, ce nom désigne un écart ou un village.

## Politique et administration

### Rattachements administratifs et électoraux
Rattachements administratifs
Antérieurement à la loi du 10 juillet 1964, la commune faisait partie du département de Seine-et-Oise. La réorganisation de la région parisienne en 1964 fit que la commune appartient désormais au département du Val-d'Oise et à son arrondissement de Pontoise, après un transfert administratif effectif au 1er janvier 1968.
Elle faisait partie depuis 1801 du canton de L'Isle-Adam. Dans le cadre du redécoupage cantonal de 2014 en France, cette circonscription administrative territoriale a disparu, et le canton n'est plus qu'une circonscription électorale.
La commune fait partie de la juridiction d’instance, de grande instance ainsi que de commerce de Pontoise,.
Rattachements électoraux
Pour les élections départementales, la commune fait partie depuis 2014 du canton de L'Isle-Adam.
Pour l'élection des députés, elle fait partie de la deuxième circonscription du Val-d'Oise.

### Intercommunalité
La commune fait partie de la communauté de communes de la Vallée de l'Oise et des Trois Forêts (CCVOTF), un établissement public de coopération intercommunale (EPCI) à fiscalité propre créé fin 2003.

### Liste des maires
| Période                                  | Période   | Identité         | Étiquette | Qualité                                                              |
| ---------------------------------------- | --------- | ---------------- | --------- | -------------------------------------------------------------------- |
| Les données manquantes sont à compléter. |           |                  |           |                                                                      |
| 1921                                     | 1929      | Alfred Vallet    |           |                                                                      |
| 1929                                     | 1940      | Aristide Quillet |           |                                                                      |
| 1940                                     | 1944      | M. Lejeune       |           |                                                                      |
| 1944                                     | 1955      | Aristide Quillet |           |                                                                      |
| 1955                                     | 1961      | Adrien Albarranc |           |                                                                      |
| 1961                                     | 1967      | Dumont           |           |                                                                      |
| 1967                                     | 1971      | Théophile Lahaye |           | Délégation spéciale jusqu'à la mort de M. Ernest Dumont              |
| 1971                                     | 1977      | André Godard     |           |                                                                      |
| 1977                                     | 2001      | Jean Bigan       |           |                                                                      |
| mars 2001                                | mars 2008 | Bernard Postaire |           |                                                                      |
| mars 2008                                | En cours  | Bruno Macé       |           | Vice-président de la CCVOTF (2020 → ) Réélu pour le mandat 2014-2026 |

## Démographie
L'évolution du nombre d'habitants est connue à travers les recensements de la population effectués dans la commune depuis 1793. Pour les communes de moins de 10 000 habitants, une enquête de recensement portant sur toute la population est réalisée tous les cinq ans, les populations de référence des années intermédiaires étant quant à elles estimées par interpolation ou extrapolation. Pour la commune, le premier recensement exhaustif entrant dans le cadre du nouveau dispositif a été réalisé en 2006.

En 2022, la commune comptait 848 habitants, en évolution de −1,74 % par rapport à 2016 (Val-d'Oise : +4 %, France hors Mayotte : +2,11 %).
| 1793 | 1800 | 1806 | 1821 | 1831 | 1836 | 1841 | 1846 | 1851 |
| ---- | ---- | ---- | ---- | ---- | ---- | ---- | ---- | ---- |
| 355  | 399  | 427  | 409  | 410  | 410  | 418  | 380  | 390  |

| 1856 | 1861 | 1866 | 1872 | 1876 | 1881 | 1886 | 1891 | 1896 |
| ---- | ---- | ---- | ---- | ---- | ---- | ---- | ---- | ---- |
| 386  | 393  | 431  | 420  | 434  | 484  | 462  | 500  | 462  |

| 1901 | 1906 | 1911 | 1921 | 1926 | 1931 | 1936 | 1946 | 1954 |
| ---- | ---- | ---- | ---- | ---- | ---- | ---- | ---- | ---- |
| 556  | 567  | 552  | 414  | 461  | 450  | 419  | 391  | 478  |

| 1962 | 1968 | 1975 | 1982 | 1990 | 1999 | 2006 | 2011 | 2016 |
| ---- | ---- | ---- | ---- | ---- | ---- | ---- | ---- | ---- |
| 507  | 569  | 590  | 799  | 772  | 775  | 795  | 828  | 863  |

| 2021 | 2022 | - | - | - | - | - | - | - |
| ---- | ---- | - | - | - | - | - | - | - |
| 852  | 848  | - | - | - | - | - | - | - |

## Culture locale et patrimoine

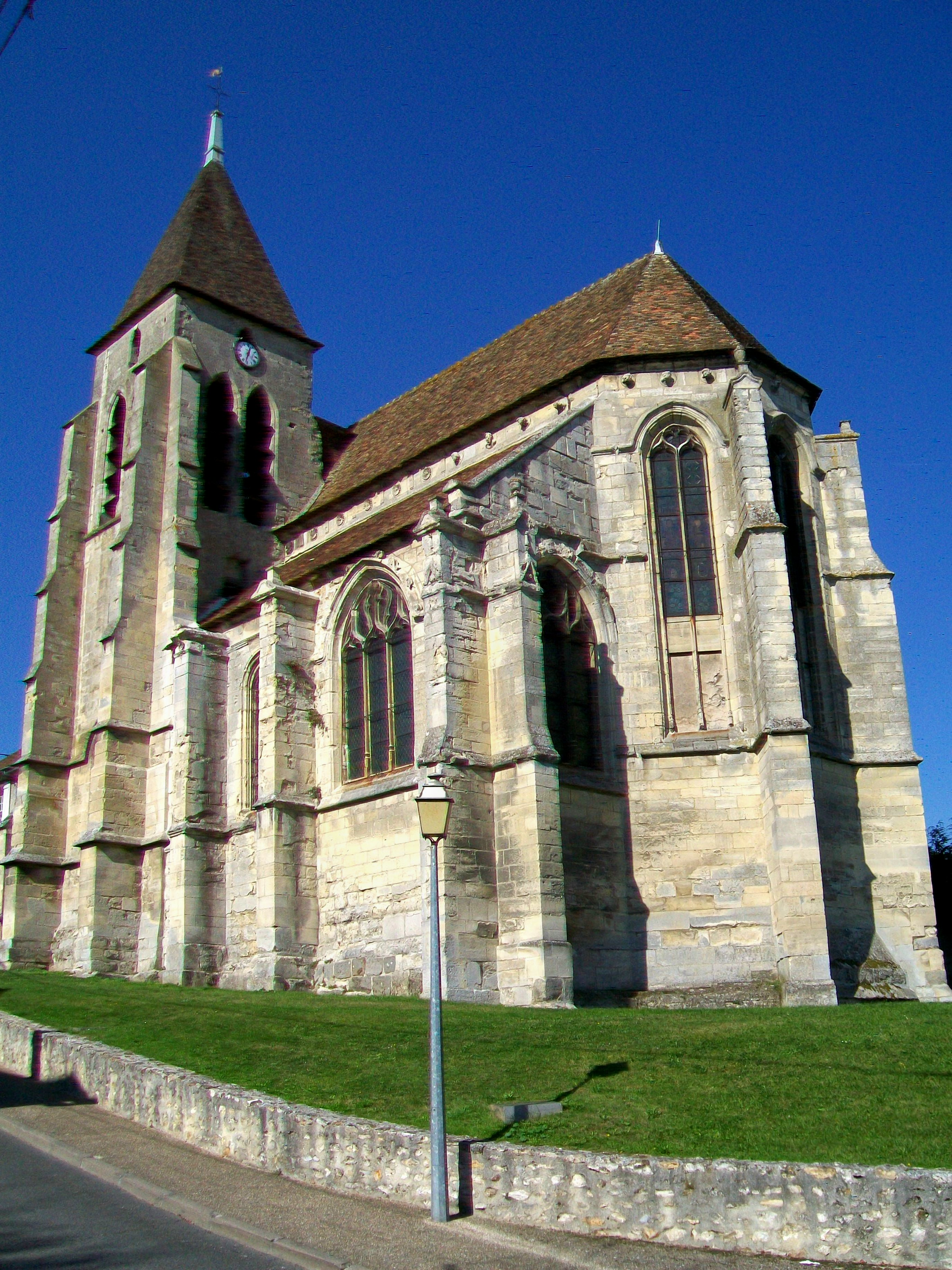
L'église Saint-Sulpice.

### Lieux et monuments
Villiers-Adam compte un monument historique sur son territoire
- Église Saint-Sulpice (classée monument historique par arrêté du 25 octobre 1927[25])

Son clocher sans caractère remonte au XIIIe siècle. Sinon, l'église date pour l'essentiel du second quart du XVIe siècle, et affiche le style gothique flamboyant, parsemé d'éléments de la Renaissance. Ceci concerne les chapiteaux du vaisseau central, l'ensemble du décor des deux travées à l'est du clocher, et la frise ainsi que les couronnements des contreforts à l'extérieur des parties orientales. La nef de l'église est restée inachevée, et n'a jamais été voûtée ; son bas-côté sud n'a jamais été réalisée. En revanche, le chœur est d'autant plus remarquable, et se distingue par sa longueur de quatre travées droites plus une abside à pans obliques, sa hauteur, son architecture soignée, et bien sûr le reflet de la transition du style flamboyant vers la Renaissance. La bénédiction du grand autel par Mgr René Le Roullier, évêque de Senlis, en date du 1er août 1550, marque sans doute la fin des travaux dans le vaisseau central du chœur. La nef a probablement pris sa forme actuelle quelques années plus tard. Au début du XVIIe siècle, le sanctuaire a été muni d'un grand retable de pierre de style baroque, représentatif du courant spirituel et artistique de la Contre-Réforme dans la région.
On peut également signaler :
- Maison de Benjamin Godard, rue Benjamin-Godard

Petit édifice à colombages du XIXe siècle, il fut le lieu où vécut le compositeur Benjamin Godard (1849-1895) de la berceuse Jocelyn et des couplets de La Vivandière . Une plaque à sa mémoire fut apposée sur la maison lors d'une cérémonie présidée par le maire Aristide Quillet le 25 juin 1933.
- Monument aux morts, place de l'Hôtel-de-Ville

Inauguré en 1921, il rend hommage aux vingt soldats Villiers-Adamois morts pour la France lors de la Première Guerre mondiale. Adoptant la forme usuelle d'un obélisque, le monument se remarque toutefois par une frise sculpté de motifs végétaux
- Fontaine publique, rue du Pot-d'Étain

Cette fontaine au nord de la place de la mairie se distingue par sa vasque ovale d'une forme galbée. L'eau n'est obtenue qu'en actionnant le levier d'une pompe en fonte.
- Pavillon à colombages, rue Patouillard-Demoriane

Ayant jadis abrité un commerce, ce pavillon sans étage à l'angle de deux rues est un exemple des constructions d'un style pittoresque de l'époque du maire Aristide Quillet.
- Vestige d'industrie locale, l'ancienne plâtrerie a fonctionné jusque dans les années 1920[26].
- Ancienne abbaye Notre-Dame du Val.

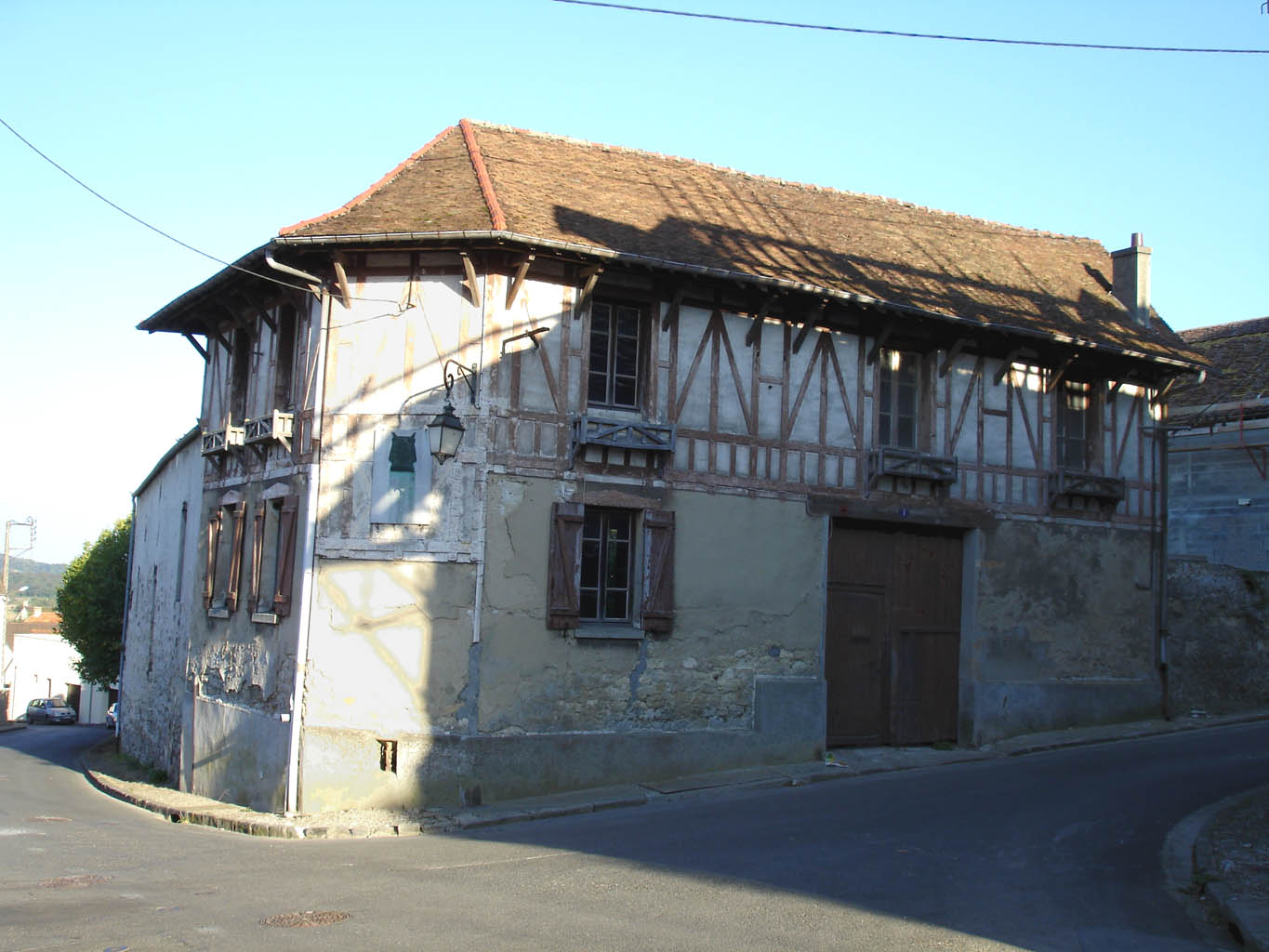
Maison de Benjamin Godard.
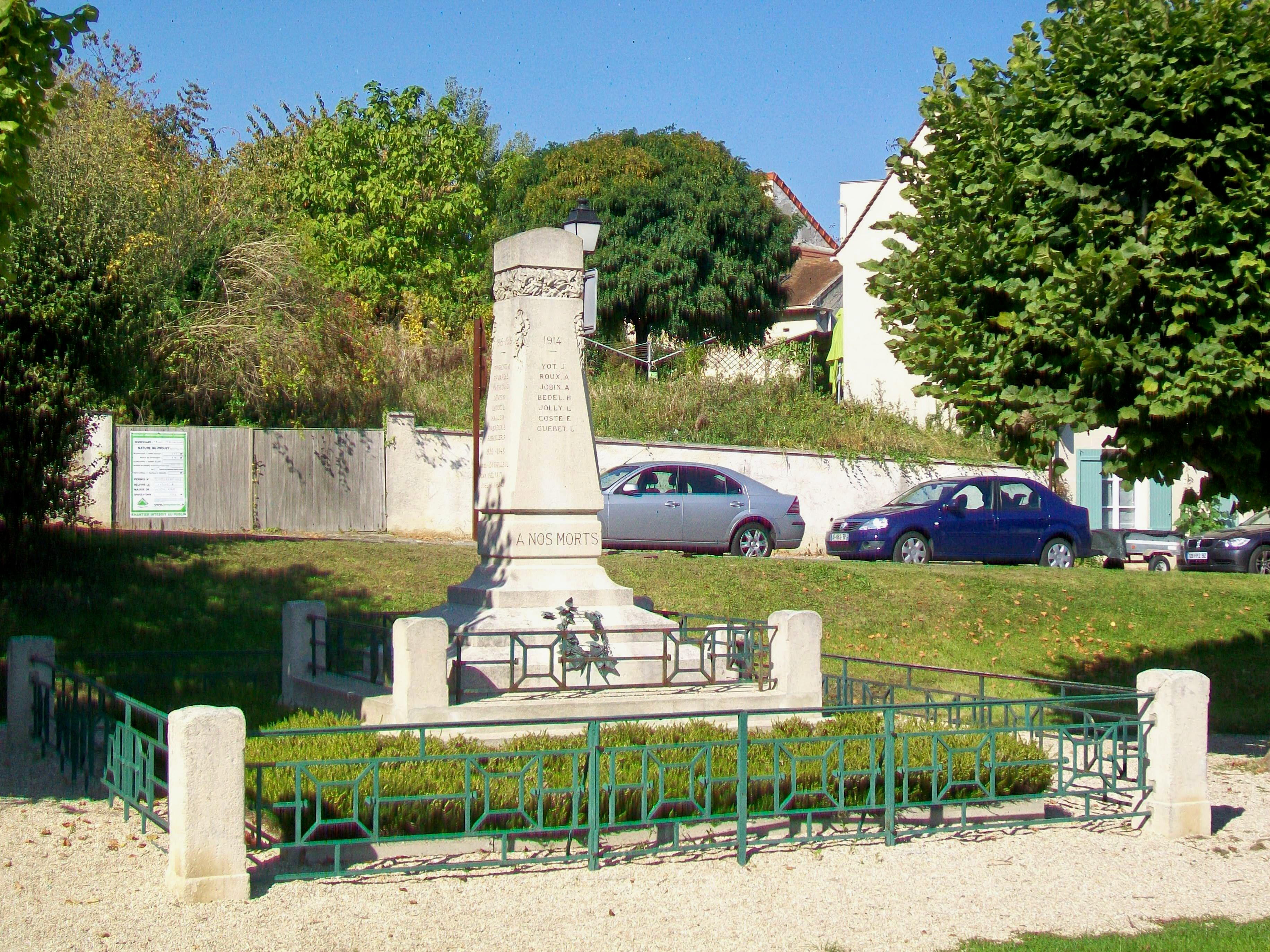
Monument aux morts.
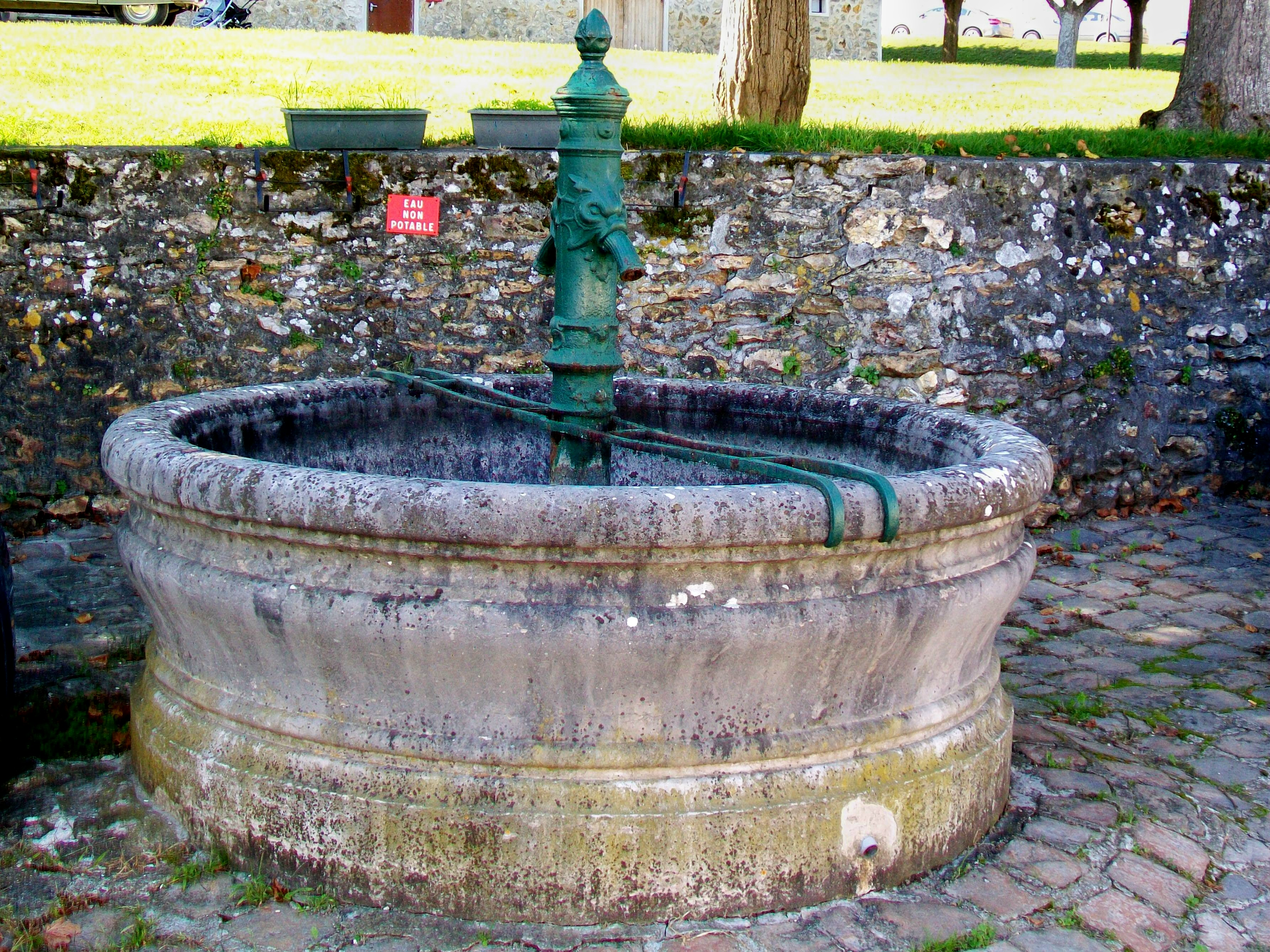
Ancien abreuvoir.
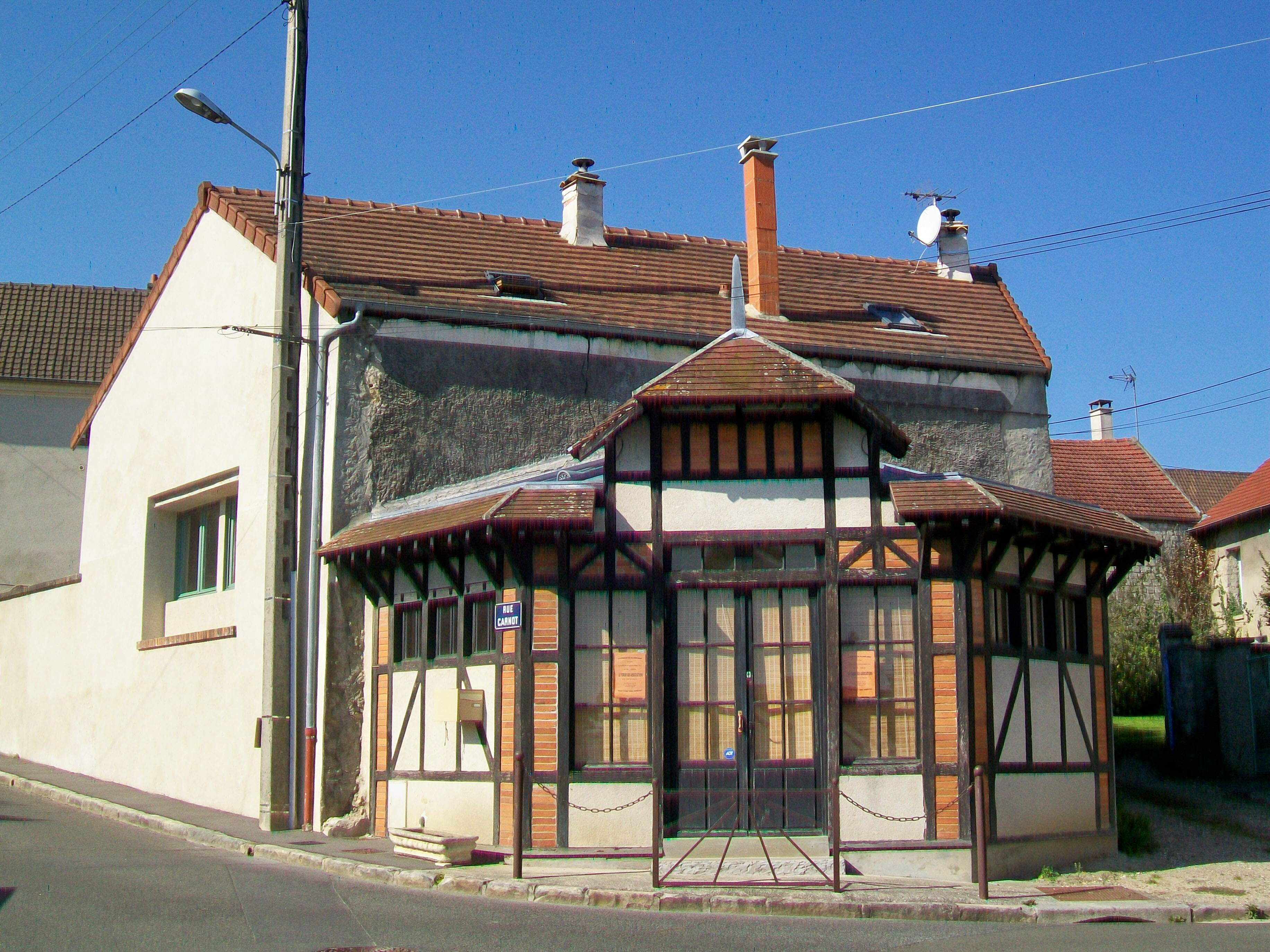
Ancien abri pour les voyageurs, par le car.

### Personnalités liées à la commune
- Benjamin Godard (1849-1895), compositeur français, a vécu à Villiers-Adam ;
- Aristide Quillet (1880-1955), fondateur du Dictionnaire encyclopédique Quillet et deux fois maire de Villiers-Adam ;
- Guillaume Cornelis van Beverloo (1922-2010), peintre, graveur et sculpteur néerlandais (nom d'artiste Corneille), a vécu à Villiers-Adam.

## Héraldique
| Blason de Villiers-Adam | Blason  | D'or au chef d'azur chargé d'un dextrochère d'argent paré d'un brassard d'hermine brochant sur le champ. Devise / CriVa oultre la main à l'œuvre. |
| Blason de Villiers-Adam | Détails | |